# Lassee
Lassee – gmina targowa w północno-wschodniej Austrii, w kraju związkowym Dolna Austria, w powiecie Gänserndorf. Według Austriackiego Urzędu Statystycznego liczyła 2 598 mieszkańców (1 stycznia 2014).

## Współpraca
Miejscowość partnerska:
- Bièvre, Belgia